# كين تشوي
كين تشوي (بالصينية: 蔡楓華) هو مغني صيني، ولد في 28 نوفمبر 1960 في هونغ كونغ البريطانية في المملكة المتحدة.

## وصلات خارجية
- كين تشوي على موقع IMDb (الإنجليزية)
- كين تشوي على موقع ميوزك برينز (الإنجليزية)
- كين تشوي على موقع ديسكوغز (الإنجليزية)